# عنصر التصميم في فن الحدائق

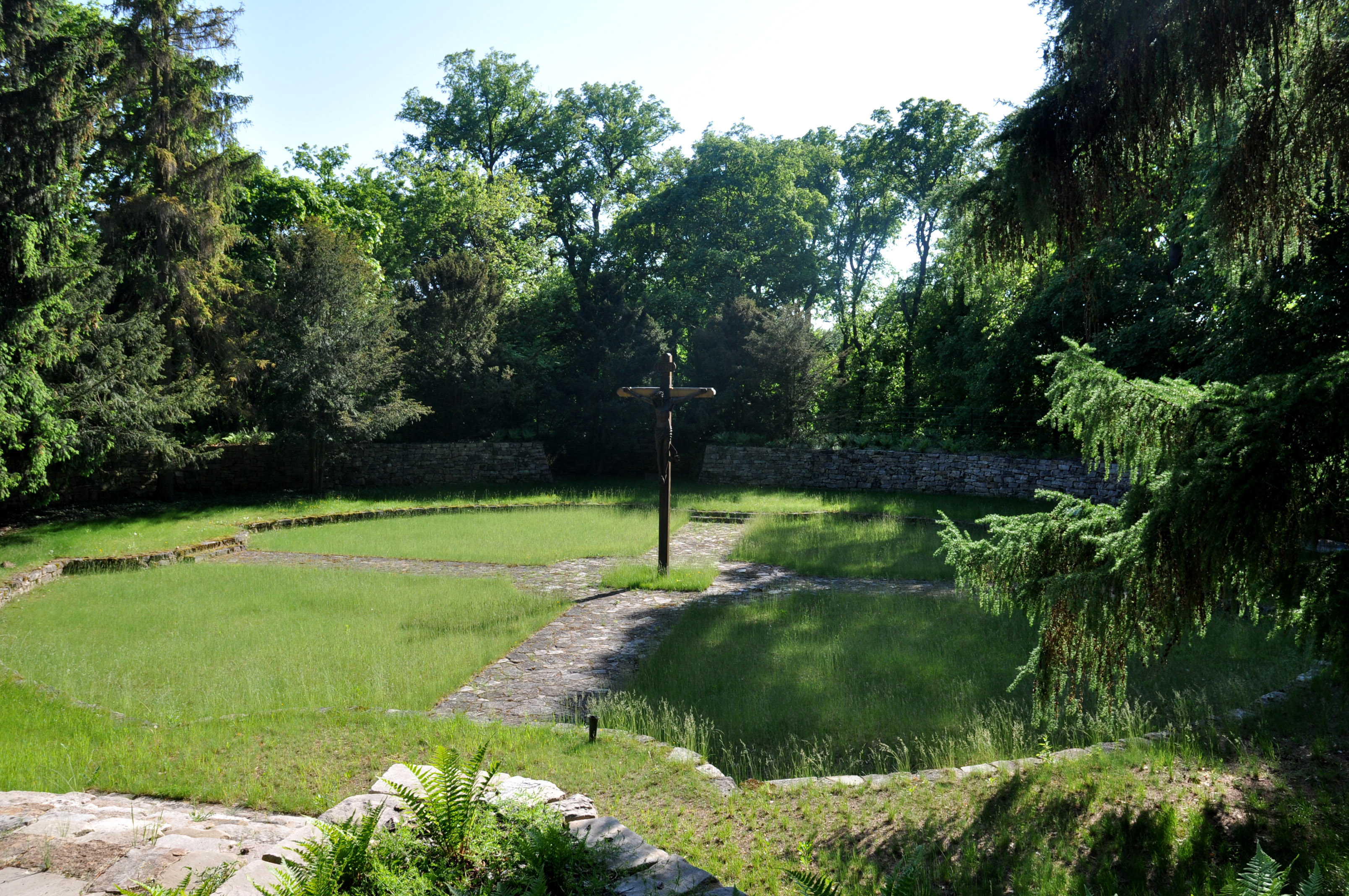
مقبرة الأمير في حديقة كلاين-جلينيك

"Ein Rondell" هو عنصر تصميم في فن الحدائق . 
Rondell يعني أي عنصر تصميمي مستدير يبرز في الحديقة بالحجر الطبيعي أو أي عمل آخر من بقايا المواد التي استخدمت في بناء الحديقة. ويمكن زراعة الـ "das Rondell" بالأزهار والنباتات أو الحفاظ عليها خالية من الأزهار.  